# Клещани (община Власеница)
Клещани (на сръбски: Клештани) е село в Босна и Херцеговина, разположено в община Власеница, в ентитета на Република Сръбска. Намира се на 598 метра надморска височина. Населението му според преброяването през 2013 г. е 25 души, от тях: 25 (100,00 %) сърби.

## Население
Численост на населението според преброяванията през годините:
- 1961 – 126 души
- 1971 – 156 души
- 1981 – 123 души
- 1991 – 82 души
- 2013 – 25 души